# Oleksandr Sintschenko (Politiker)
Olexandr Olexijowytsch Sintschenko (ukrainisch Олександр Олексійович Зінченко, russisch Алекса́ндр Алексе́евич Зи́нченко ‚Alexander Alexejewitsch Sintschenko‘; * 16. April 1957 in Slawuta, Oblast Chmelnyzkyj; † 9. Juni 2010 in Kiew) war ein ukrainischer Politiker und stellvertretender Präsident des ukrainischen Parlaments, der Werchowna Rada. Er war von Januar bis September 2005 Staatssekretär von Präsident Juschtschenko.

## Werdegang
Sintschenko studierte von 1974 bis 1979 an der Universität Czernowitz Physik und arbeitete im Anschluss als Aspirant und Physikdozent am Lehrstuhl für theoretische Physik. Seit 1983 war er zunehmend in studentischen Komsomol- und Jugendorganisationen tätig; 1988 bis 1991 in der Propaganda- und Agitationsabteilung des Zentralkomitees der leninistisch-kommunistischen Jugendorganisation der Ukraine (Ленинский Коммунистический Союз Молодёжи Украины).
Von 1989 bis 1992 studierte er an der Moskauer Akademie für Gesellschaftswissenschaften Politikwissenschaft und war gleichzeitig Verbindungsperson der ukrainischen Jugendorganisation zu den russischen Partnerorganisationen.
Seit Dezember 1992 war Sintschenko in mehreren Unternehmen in leitenden Positionen tätig; 1995 bis 2002 in der Ukrainischen unabhängigen Fernsehgesellschaft (Українська незалежна ТВ-корпорація), die unter anderem den Fernsehsender INTER betreibt. Von 1996 bis 2003 war er Mitglied der Vereinigten Sozialdemokratischen Partei der Ukraine (SDPU(o)), seit 1998 als erster stellvertretender Vorsitzender. Für diese Partei war er von 1998 bis 2002 als Abgeordneter (Listenplatz Nr. 7) und erneut 2003 (Listenplatz 3) in der Werchowna Rada. Er war vor allem in parlamentarischen Komitees zu Fragen der Massenmedien und der Informations- und Redefreiheit tätig und war 1998 sowie 2002/03 Fraktionschef seiner Partei.
Im Präsidentschaftswahlkampf 2004 war Sintschenko Wiktor Juschtschenkos Wahlkampfmanager; von seinem Amt als Staatssekretär des Präsidenten trat er am 5. September 2005 überraschend zurück, verbunden mit Korruptionsvorwürfen gegen die Regierung Tymoschenko.
Von 2009 bis 2010 war Sintschenko Generaldirektor der State Space Agency of Ukraine.
Sintschenko war verheiratet und Vater zweier erwachsener Töchter. Er starb 53-jährig in Kiew an Blutkrebs und wurde auf dem Baikowe-Friedhof in Kiew beerdigt.